# 兄弟车
兄弟车是指基于同一底盘架构开发的不同车型，常常分别投放于两家不同工厂生产，并且被分别赋予不同的名字，以不同的受众群体为目标进行销售。一般的，两兄弟车仅仅只存在外观上的差异（如其中一个往往比另一个更加年轻化）。但是也有一些是为了方便在不同的国家或地区销售而采取换标（如君威和英速亚），改名（如三菱帕杰罗在某些国家或地区叫做蒙特罗或shogun）。再或者一家汽车公司（如通用）拥有多个品牌，为了节省开发工程量而采取换壳的方式造车。
我们可以将其分类为南北两厂形，豪华换壳型，跨国销售换标型等等。

## 常见南北两厂型例子
1. 丰田雷凌与丰田卡罗拉
2. 本田vezel与本田XR-V
3. 广汽丰田C-HR与一汽丰田IZOA
4. 廣汽本田冠道与東風本田UR-V
5. 本田雅阁与本田思铂睿

## 常见豪华换壳型例子
1. 福特金牛座与林肯大陆
2. 日產天籟与英菲尼迪Q70(L)
3. 本田雅阁与讴歌TLX(L)
4. 广汽本田冠道或东风本田UR-V与本田pilot

## 常见跨国销售换标型例子
1. 日產Juke与英菲尼迪ESQ
2. 欧宝insignia（英速亚）与别克君威
3. 欧宝mokka与别克昂科拉
4. 东风本田思铂睿（2014）与讴歌TLX

## 轶事
三菱帕杰罗之英文Pajero在南美国家有手淫者之意，故被迫改名。

## 另見
- 汽車平台
- 換牌工程
- 全球戰略車（英语：World car）